# Saint-Just-Sauvage
Saint-Just-Sauvage este o comună în departamentul Marne, Franța. În 2009 avea o populație de 1,513 de locuitori.